# Episodi di The Night Shift (seconda stagione)
La seconda stagione della serie televisiva The Night Shift, composta da 14 episodi, è stata trasmessa in prima visione assoluta negli Stati Uniti da NBC dal 23 febbraio al 18 maggio 2015.
In Italia, la stagione è stata trasmessa in anteprima assoluta su Italia 1 dal 10 luglio al 21 agosto 2015; inoltre l'intera stagione è anche disponibile su Infinity TV.
| nº | Titolo originale    | Titolo italiano            | Prima TV USA     | Prima TV Italia |
| -- | ------------------- | -------------------------- | ---------------- | --------------- |
| 1  | Recovery            | Ritrovarsi                 | 23 febbraio 2015 | 10 luglio 2015  |
| 2  | Black at the Ranch  | Ritorno a casa             | 2 marzo 2015     | 17 luglio 2015  |
| 3  | Eyes Look Your Last | Un amore contrastato       | 9 marzo 2015     | 17 luglio 2015  |
| 4  | Shock to the Heart  | Colpo al cuore             | 16 marzo 2015    | 17 luglio 2015  |
| 5  | Ghost               | Fantasmi                   | 23 marzo 2015    | 24 luglio 2015  |
| 6  | Fog of War          | Ad ogni costo              | 24 marzo 2015    | 24 luglio 2015  |
| 7  | Need To Know        | Il momento adatto          | 30 marzo 2015    | 24 luglio 2015  |
| 8  | Best Laid Plans     | Padri e figli              | 6 aprile 2015    | 31 luglio 2015  |
| 9  | Parenthood          | Una grande famiglia        | 13 aprile 2015   | 31 luglio 2015  |
| 10 | Aftermath           | Rivelazioni                | 20 aprile 2015   | 31 luglio 2015  |
| 11 | Hold On             | L'attesa                   | 27 aprile 2015   | 7 agosto 2015   |
| 12 | Moving On           | Passi avanti               | 4 maggio 2015    | 7 agosto 2015   |
| 13 | Sunrise, Sunset     | Ritorno a Kandahar         | 11 maggio 2015   | 21 agosto 2015  |
| 14 | Darkest Before Dawn | La quiete dopo la tempesta | 18 maggio 2015   | 21 agosto 2015  |

## Ritrovarsi
- Titolo originale: Recovery
- Diretto da: Eriq La Salle
- Scritto da: Gabe Sachs e Jeff Judah

### Trama
Sono passate alcune settimane dalla sparatoria che ha sconvolto il pronto soccorso del San Antonio Memorial Hospital. TC, in seguito al suo crollo psicologico, è stato temporaneamente sospeso e segue una terapia di gruppo; Topher si è rimesso completamente ed è diventato il nuovo capo del turno di notte; Jordan ha lasciato Scott e si è riavvicinata a TC. Al pronto soccorso vengono portati un marito ed una moglie rimasti infilzati da un tondino di ferro che ha trapassato la gola di lei ed il cranio di lui. L'intervento di separazione è affidato al dottor Joey Chavez, un nuovo chirurgo dell'ospedale con cui Krista instaura un'immediata sintonia nonostante abbia da poco iniziato una storia con Kenny; l'operazione ha buon esito, anche se il marito ha riportato una lesione cerebrale a causa del tondino ed ora riesce ad esprimersi solo in cinese. TC soccorre un ragazzino messicano che cercava di varcare illegalmente il confine ed è aiutato da Tricia, un'amica conosciuta in terapia. Tricia soffre da diverso tempo di dolori al collo e si scopre che la causa è un tumore ai polmoni; la donna non è assicurata e TC le procura il denaro per l'operazione vendendo la propria moto. Jordan, aiutata da TC e dall'amica e paramedico Gwen, interviene per salvare un uomo rimasto schiacciato da un ascensore. Ragosa, appena tornato in servizio dopo essersi sottoposto ad un intervento per rimuovere il tumore, è molto cambiato ed autorizza i medici ad usare un'attrezzatura speciale per estrarre l'uomo. La decisione di Ragosa è duramente contestata dai superiori; frustrato, l'amministratore si dimette e, dietro consiglio di Topher, accetta un posto come ausiliario medico in pronto soccorso. I medici riescono ad estrarre l'uomo grazie all'aiuto di Scott, che però non ha digerito la rottura con Jordan ed è molto freddo con lei. Jordan è molto toccata dal caso dell'uomo dell'ascensore e soprattutto dall'angoscia della figlia dell'uomo, vedendo nella ragazza lo stesso dolore che provò lei quando morì suo padre; la donna capisce così che è sbagliato reprimere le proprie emozioni per paura di soffrire e decide di dare retta al proprio cuore, cominciando una nuova storia con TC.
- Altri interpreti: Merle Dandridge (Gwen Gaskin), Adam Rodríguez (dott. Joey Chavez), Brit Morgan (Tricia), Jack Yang (Craig), Brittany O'Grady (Alicia), Richie Gaona (padre di Alicia), Alma Sisneros (infermiera Jocelyn Diaz), Esodie Geiger (infermiera Molly Ramos), Tatanka Means (paramedico Gonzalez), JD Garfield (Charlie), Mary Sue Evans (neurochirurgo), Nico Dean Fulgenzi (ragazzino messicano).

## Ritorno a casa
- Titolo originale: Back at the Ranch
- Diretto da: Timothy Busfield
- Scritto da: Matthew V. Lewis

### Trama
Un uomo spara accidentalmente alla moglie; TC non riesce a salvare la donna e si sente in colpa. Il medico rischia di avere una ricaduta del suo brutto carattere e cerca di imporsi su Joey in sala operatoria; Joey riesce a farlo ragionare e TC, pentito, si sottomette di buon grado all'autorità di Joey quando il collega gli permette di assisterlo in sala per un intervento. Kenny ha una relazione di solo sesso con Krista, ma la giovane specializzanda è interessata a Joey e non si rende conto che Kenny è davvero innamorato di lei. Topher comincia ad apprezzare il ruolo di capo del turno, ma si sente in colpa nei confronti di Jordan ed è disposto a cederle di nuovo il posto pur di non compromettere la loro amicizia; le cose si risolvono quando la donna ammette in tutta serenità di non avere nessuna intenzione di riavere il suo vecchio lavoro. Ragosa è insoddisfatto del suo nuovo lavoro come ausiliario e pretende di svolgere incarichi da medico vero e proprio: riceverà una bella lezione di umiltà dal resto dello staff. Jordan si occupa di Sandra, una reginetta di bellezza che arriva al pronto soccorso in stato confusionale e con una grave tachicardia; si scopre che la causa sono degli ovuli di cocaina nascosti nelle protesi al seno della ragazza che le hanno provocato un'overdose. Kenny prende a cuore il caso di Terrence, una giovane promessa del football, rimasto ferito durante un rave party. Inizialmente sembra che Terrence abbia riportato solo una lussazione alla spalla, ma i medici scoprono che il ragazzo teneva nascosto un problema di salute molto più serio. TC, osservando gli sforzi di Sandra e Terrence di voler essere migliori degli altri a tutti i costi, capisce di essere altrettanto arrogante e si ripromette di essere d'ora in avanti più umile e collaborativo con i colleghi.
- Altri interpreti: Merle Dandridge (Gwen Gaskin), Adam Rodríguez (dott. Joey Chavez), Grantham Coleman (Terrence), Angelina Assereto (Sandra), Esodie Geiger (infermiera Molly Ramos), Catharine Pilafas (infermiera Heather Bardocz), Robby Ficklin (Brian), Hank Rogerson (Keith), Lisa Lucas (Melissa), Cris Iannucci (ragazza ubriaca #1), Heather Gonzales (ragazza ubriaca #2).

## Un amore contrastato
- Titolo originale: Eyes Look Your Last
- Diretto da: Eriq La Salle
- Scritto da: Zachary Lutsky

### Trama
Un'auto con a bordo due ragazzi, il diciottenne Ryan e la sedicenne Taylor, sperona il veicolo di Chloe, una giovane donna incinta. Si scopre che Ryan e Taylor si sono sposati senza il consenso delle rispettive famiglie, che hanno sempre disapprovato la relazione tra i due ragazzi. Danny, il padre di Taylor, è un ex militare e TC instaura con lui un buon rapporto: TC riconosce nell'uomo lo stesso malessere che ha provato lui al momento del rientro dall'Afghanistan e lo esorta a rivolgersi ai gruppi di sostegno per veterani. Taylor entra in coma a causa di una complicazione non correlata all'incidente; Danny, sconvolto e convinto di aver perso per sempre la figlia, si suicida sotto gli occhi di tutti sparandosi al petto. TC, che aveva cercato inutilmente di fermarlo, capisce che è stata l'estrema solitudine in cui Danny è vissuto dopo il congedo a spingerlo a tanto e si rende conto che solo l'affetto di Jordan e di tutti gli amici che ha trovato ad aspettarlo ha impedito a lui di fare la stessa fine. Taylor si risveglia qualche ora dopo ed è TC a doverle dare la tragica notizia. Chloe entra in travaglio, ma non vuole partorire senza prima essersi sposata con il fidanzato, un militare di stanza in Medio Oriente; grazie all'aiuto di tutto lo staff, Chloe riesce a mettersi in contatto con il fidanzato e a convolare a nozze appena in tempo. Drew è costretto a seguire casi di routine assieme a Ragosa; il medico non ha mai sopportato l'arroganza di Ragosa e si vendica umiliandolo in tutti i modi possibili, ma quando Topher gli rivela che è stato proprio Ragosa ad impedire al consiglio di amministrazione di licenziarlo in seguito al suo coming out, Drew cambia totalmente atteggiamento. Paul si occupa di Marilyn, l'anziana matriarca della famiglia Capshaw, i principali benefattori dell'ospedale, che si presenta in pronto soccorso dopo essersi fumata una notevole quantità di marijuana. Marilyn è una vecchietta molto spigliata e confida a Paul che il padre del ragazzo aveva insistito affinché l'ospedale rifiutasse la sua richiesta di tirocinio, così da costringerlo a lavorare con lui; Paul capisce che Marilyn Capshaw gli ha dato la possibilità di scegliere da sé la propria strada e si ripromette di non lasciare mai che qualcuno decida per lui. Scott torna in servizio e sembra aver superato la rottura con Jordan; quest'ultima, da parte sua, non se la sente di rivelare alla propria madre di essere tornata con TC, ma dopo gli eventi della nottata trova il coraggio per farlo.
- Altri interpreti: Merle Dandridge (Gwen Gaskin), D.B. Sweeney (Danny Sawyer), Shantel VanSanten (Chloe), Phyllis Somerville (Marilyn Capshaw), Claire Hinkley (Taylor Sawyer), Tristen Bankston (Ryan Harrison), Jason Douglas (sig. Harrison), Challen Cates (sig.ra Harrison), Ron Weisberg (Tom), Esodie Geiger (infermiera Molly Ramos), Catharine Pilafas (infermiera Heather Bardocz), Marty Lindsey (sig. Capshaw), Ines France Ware (paziente con la colica), Terry Dale Parks (sceriffo).

## Colpo al cuore
- Titolo originale: Shock to the Heart
- Diretto da: David Boyd
- Scritto da: Tawnya Bhattacharya e Ali Laventhol

### Trama
I medici si occupano del portiere notturno di un albergo rimasto folgorato durante il lavoro. Incredibilmente, anche la moglie e i figli dell'uomo iniziano a soffrire uno dopo l'altro di strani sintomi; si scopre che la causa è la prolungata esposizione a pesticidi. TC, Joey e Gwen soccorrono Will, un paracadutista che si è schiantato contro un autobus. I medici scoprono che l'uomo è affetto da un tumore e aveva firmato per la rinuncia alle cure, di conseguenza non possono fare nulla per aiutarlo: Kim, la fidanzata di Will, era all'oscuro di tutto e per lei è un dolore enorme. Jordan e Paul seguono il caso di Lorelei, una studentessa universitaria che viene portata in pronto soccorso dal suo tutor, Kyle, per quelli che sembrano i banali postumi di una sbronza. I medici scoprono che la ragazza ha un'infezione provocata da un assorbente interno che è andato troppo in profondità in seguito ad un rapporto sessuale; Lorelei, inizialmente, non sa spiegarsi la cosa, ma in seguito ricorderà di essere stata drogata e stuprata da Kyle. La ragazza non vuole sporgere denuncia, e Paul, furioso, prende a pugni Kyle davanti a tutti, guadagnandosi il rispetto dello staff. Rick non riesce a sopportare di dover dipendere da Drew per ogni piccola cosa dopo l'amputazione e lo lascia.
- Altri interpreti: Merle Dandridge (Gwen Gaskin), Luke MacFarlane (Rick Lincoln), Adam Rodríguez (dott. Joey Chavez), Jordan Rivers (Will), Shannon Lucio (Kim), Isabella Day (Isabella Hinojosa), Santiago Campos (Miguel Hinojosa), Maria F. Durand (Maria Hinojosa), Clinton Valencia (Roy Hinojosa), Raleigh Cain (Lorelei), Jesse Luken (Kyle), Alma Sisneros (infermiera Jocelyn Diaz), Melanie Johnson (infermiera Joanna), John Wirt (uomo del serpente).

## Fantasmi
- Titolo originale: Ghost
- Diretto da: David Boyd
- Scritto da: Tom Garrigus

### Trama
Annie, la cognata di TC, è tornata in città. TC è ben deciso a non dire nulla a Jordan, ma anche Jordan gli sta tenendo nascosto qualcosa: la donna, infatti, è perseguitata da uno stalker. Joey è stato accettato da Medici senza frontiere e sta per partire per Haiti; in un momento di pausa, Joey e Krista si baciano appassionatamente e Kenny osserva la scena, restando col cuore spezzato. Al pronto soccorso arriva Oren, un saldatore che ha riportato un infortunio sul lavoro. Si scopre che Oren è stato contaminato da un isotopo radioattivo del cesio e l'intero pronto soccorso è messo in isolamento. Paul, essendo già stato esposto, è costretto a occuparsi da solo di Oren mentre Topher cerca di procurargli il blu di Prussia, l'unica sostanza in grado di assorbire le radiazioni; la situazione si risolve grazie ad un'intuizione di Ragosa, che ricorda che la sostanza è contenuta nell'inchiostro per stampanti. Purtroppo, il cesio ha distrutto il sistema immunitario di Oren e all'uomo restano poche settimane di vita. TC e Jordan si occupano di Pete, un poliziotto che è stato accoltellato. Pete stava agendo sotto copertura e non aveva detto nulla alla moglie Denise, pur essendo anch'essa una poliziotta; di fronte all'angoscia della donna, Jordan capisce che mentire alla persona amata porta solo sofferenza e a fine turno decide di parlare a TC del suo problema con lo stalker. TC, però, è impegnato con Annie e non risponde alle sue chiamate. Scott scopre per caso che Jordan è perseguitata e l'aiuta a mandare in galera lo stalker, restandole accanto finché Jordan, esausta, si addormenta. In quel momento, TC chiama Jordan sul cellulare; senza svegliarla, Scott le spegne il telefono e se ne va.
- Altri interpreti: Merle Dandridge (Gwen Gaskin), Adam Rodríguez (dott. Joey Chavez), Sarah Jane Morris (Annie), Paul Walter Hauser (Oren Edwards), Rick Montoya (Pete Moreno), Nikki Donley (Denise Moreno), Kieran Sequoia (Laura), Esodie Geiger (infermiera Molly Ramos), Daniel Pattison (Zombie #1), Michael Ashton Kuhn (Zombie #2).

## Ad ogni costo
- Titolo originale: Fog of War
- Diretto da: Jason Priestley
- Scritto da: Matthew V. Lewis

### Trama
TC, Jordan e Paul sono di ritorno da un seminario, ma hanno un guasto alla macchina a causa di un banco di nebbia. Rimasti appiedati, i tre si imbattono nei resti di un camion finito fuori strada. Il conducente è morto, ma nel rimorchio i medici trovano stipati molti ragazzi messicani e ne soccorrono quattro rimasti feriti, Ana, Carla, Oscar ed Hector. Il gruppo trova riparo in un negozio; Ana sostiene che Hector sia in realtà il trafficante che aveva organizzato il trasporto illegale dei ragazzi, ma TC gli dona ugualmente il proprio sangue, salvandogli la vita. Jordan è contraria che TC rischi tanto per aiutare un criminale, ma TC è fermamente deciso a fare il proprio dovere di medico, e non sente ragioni. A causa della nebbia, i soccorsi arriveranno solo dopo qualche ora e TC è in pericolo per aver perso troppo sangue; all'arrivo dei soccorsi, si scopre che Hector è innocente e il trafficante è in realtà la stessa Ana. La ragazza, tuttavia, riesce a dileguarsi, lasciando tutti sgomenti, in particolare Jordan. All'ospedale, intanto, Topher si occupa di Blake ed Abby, due giovanissimi fratelli che hanno rischiato di annegare in un lago; la vicenda gli riporta alla mente alcuni brutti ricordi della guerra. L'episodio si conclude con Jordan che confida a TC di sentirsi in colpa per aver creduto così facilmente alle menzogne di Ana, ma TC la rassicura: è proprio la sua fiducia nel prossimo ciò che la rende la donna straordinaria di cui TC si è innamorato.
- Altri interpreti: Merle Dandridge (Gwen Gaskin), Adam Rodríguez (dott. Joey Chavez), Lisseth Chavez (Ana), Kate Blumberg (Rebecca Maynor), Sage Boysen (Blake Maynor), Leedy Corbin (Abby Maynor), Nora Navarro (Carla), Hector Bucio (Oscar), David M. Gonzales (Hector), Catharine Pilafas (infermiera Heather Bardocz), Melanie Johnson (infermiera Joanna), Martin Palmer (uomo ubriaco), Hahmid Sharifi (ragazzo afghano), Jacob Peterson (giovane texano).

## Il momento adatto
- Titolo originale: Need to Know
- Diretto da: Jay Chandransekhar
- Scritto da: Gabe Fonseca

### Trama
Jordan scopre di essere incinta, ma non riesce a trovare il momento adatto per dirlo a TC; le cose si complicano quando TC è costretto a portare al pronto soccorso Annie, rimasta ferita dopo una brutta caduta dalle scale. La presenza di Annie scatena alcune tensioni tra Jordan e TC che peggiorano quando TC viene informato da Scott dello stalker che perseguitava Jordan. Gwen riesce a far capire a TC che Annie lo sta solo usando e TC si decide finalmente ad affrontare la cognata; Annie, però, si dilegua dopo aver svaligiato la casa di TC. Drew ha preso molto male la rottura con Rick e per tutto il turno si comporta da irresponsabile, rischiando più volte il licenziamento. Jordan e Gwen intervengono per salvare un bambino, Malcolm, precipitato in un pozzo abbandonato mentre era in campeggio con la madre, Janine. Malcolm ha riportato una lesione alla spina dorsale che i medici riescono a curare, ma la paziente più grave si rivelerà Janine: la donna è rimasta ferita ad una gamba ed ha sviluppato una fascite necrotizzante, un'infezione così aggressiva che i medici sono costretti ad amputarle l'arto. Krista scopre che Kenny l'ha vista baciare Joey e si rende conto di aver sottovalutato la sua infatuazione per lei; Kenny, rimasto deluso dalla superficialità di Krista, si avvicina sempre di più a Gwen. Al pronto soccorso arrivano Naomi, la figlia di Ragosa, e Lydia, l'ex moglie dell'uomo, perché la ragazza si è slogata un polso. Ragosa ha lasciato credere a Naomi di essere un vero medico ed è costretto a continuare la messinscena; Naomi finisce inevitabilmente per scoprire la verità, ma Ragosa riesce a riscattarsi agli occhi della figlia salvando la vita di un paziente con uno pneumotorace.  A fine turno, Jordan riesce finalmente a trovare l'occasione per dire a TC della gravidanza, con grande gioia di TC.
- Altri interpreti: Merle Dandridge (Gwen Gaskin), Sarah Jane Morris (Annie), Montse Hernandez (Naomi Ragosa), Mason Cook (Malcolm), Annie Fitzgerald (Janine), Gloria Votsis (Lydia), Alma Sisneros (infermiera Jocelyn Diaz), Esodie Geiger (infermiera Molly Ramos), Catharine Pilafas (infermiera Heather Bardocz).

## Padri e figli
- Titolo originale: Best Laid Plans
- Diretto da: Tara Nicole Weyr
- Scritto da: Dennis Saavedra Saldua

### Trama
Lo staff si occupa delle vittime di un'esplosione che ha provocato il crollo di un palazzo. TC e Drew, mandati sul posto, vengono aiutati da James Bennett, un reduce di guerra con grandi conoscenze mediche nonostante non sia un paramedico qualificato. Bennett perde un braccio nel tentativo di soccorrere alcune persone rimaste intrappolate; TC e Drew riescono a riattaccargli l'arto e gli procurano un lavoro presso un centro emergenze. Jordan si occupa di Alex, una delle vittime, e del suo padrino Boone, ricoverato in seguito ad un lieve attacco di cuore. Si scopre che la causa dell'esplosione è stata una fuga di gas e Alex, che lavora in una tavola calda del palazzo, teme di essere stata lei a provocare l'incidente dimenticandosi di spegnere i fornelli; l'angoscia della ragazza è tale da provocarle un ictus. Boone confessa di essere stato lui a provocare l'esplosione: aveva appiccato il fuoco alla sua tavola calda per intascare l'assicurazione, ma non aveva avuto alcuna intenzione di causare quell'immane tragedia ed è così distrutto dal rimorso da rifiutare le cure. Topher, dietro consiglio di Ragosa, tiene d'occhio il cellulare della figlia, ma la ragazza si rivelerà più furba di lui e gli darà una bella lezione. Paul, al suo primo giorno in chirurgia, riceve la visita del padre, il celebre neurochirurgo Julian Cummings, che non tarda a mettere pressione sul figlio. Scott non tollera l'arroganza di Cummings e lo caccia senza mezzi termini dalla sala operatoria quando il neurochirurgo pretende di imporsi su di lui; per colmo d'ironia, sarà proprio Scott a dover chiedere a Cummings di operare Alex, che deve sottoporsi ad un delicatissimo intervento al cervello. Cummings vorrebbe che Paul accettasse un internato presso la Johns Hopkins che lui gli ha procurato, ma Paul vuole dimostrargli di essere in grado di farcela senza la sua raccomandazione; il ragazzo, però, sogna da sempre di diventare un chirurgo e Scott lo esorta a riflettere e a non rifiutare l'opportunità che il padre gli offre solo per orgoglio. Alla fine, Paul decide di proseguire la sua carriera al San Antonio Memorial e di continuare con la chirurgia. La nottata è finita e i medici, esausti, si concedono un riposino nello spogliatoio; non prima, però, che Kenny si sia vendicato per uno scherzo che i colleghi gli avevano giocato all'inizio del turno.
- Altri interpreti: Merle Dandridge (Gwen Gaskin), James McDaniel (dott. Julian Cummings), Jerry Kernion (Christian Boone), Caitlin Harris (Alex), Duke Davis Roberts (James Bennett), Alma Sisneros (infermiera Jocelyn Diaz), Esodie Geiger (infermiera Molly Ramos), Tatanka Means (paramedico Gonzalez), Rick Vargas (paramedico #1), James Cady (uomo anziano).

## Una grande famiglia
- Titolo originale: Parenthood
- Diretto da: David Boyd
- Scritto da: Dailyn Rodriguez

### Trama
Amanda, una ragazza affetta da turbe psichiche, accoltella il padre, Frank. Amanda alterna momenti di lucidità ad esplosioni di rabbia incontrollata e lamenta forti dolori alla schiena; TC e Topher scoprono che la ragazza soffre in realtà di porfiria e prescrivendole la terapia corretta riescono facilmente a guarirla dai suoi disturbi mentali. Drew e Krista assistono ad una cerimonia di promozione di alcuni soldati tra cui c'è anche Javier, un amico di Drew; un uomo fa irruzione e spara, ferendo Gina, la moglie di Javier, e il colonnello Roberts, il superiore di Drew e Javier. Si scopre che l'attentatore è il cognato del colonnello ed il movente è un prestito negato. Roberts ha riportato un danno al cuore e Drew e Krista sono costretti ad impiantargli un pacemaker: il colonnello è così costretto a lasciare l'esercito, ma è comunque felice perché in questo modo avrà modo di recuperare il rapporto con la famiglia. Gina è stata ferita alla testa ed il proiettile ha causato un'emorragia cerebrale, ma i medici riescono ad operarla, salvandole la vita. Paul si occupa di Marcus, un bambino affetto da fibrosi cistica ricoverato a causa di una polmonite. Marcus ha bisogno di un antibiotico molto costoso e Paul ruba il badge di Kenny per procurarsi il farmaco dalle scorte dell'ospedale. Kenny, alla fine, scopre tutto e rimane deluso che Paul abbia agito alle sue spalle, ma lo perdona. Ragosa sta organizzando la festa per i sedici anni di Naomi, ma non ha il denaro sufficiente; venuto a conoscenza della cosa, l'intero staff si offre di dare una mano e Naomi può festeggiare il suo compleanno. Ragosa è commosso, ma Jordan gli spiega che non dovrebbe esserne sorpreso: lo staff del turno di notte è una grande famiglia e Ragosa ne fa parte.
- Altri interpreti: Joseph Julian Soria (Javier Castro), Mercedes Renard (Gina Castro), José Zúñiga (Frank), Dana Melanie (Amanda), Luke Donaldson (Marcus), Julie McNiven (madre di Marcus), Gloria Votsis (Lydia), Montse Hernandez (Naomi Ragosa), Steve Mokate (colonnello Lee Roberts), Alma Sisneros (infermiera Jocelyn Diaz), Catharine Pilafas (infermiera Heather Bardocz), Matthew Page (poliziotto), Tatanka Means (paramedico Gonzalez), Trina E. Siopy (paramedico #1).

## Rivelazioni
- Titolo originale: Aftermath
- Diretto da: Allison Liddi-Brown
- Scritto da: Tawnya Bhattacharya e Ali Laventhol

### Trama
Drew è finito in televisione in seguito al suo eroico comportamento durante la sparatoria alla cerimonia, ma è molto a disagio perché teme che la sua omosessualità diventerà di pubblico dominio. La notizia, in effetti, crea a Drew alcuni problemi, ma riesce anche a riavvicinarlo a Rick, che torna per stare accanto al compagno. Rick vuole riprendere la loro relazione, ma a condizione di vivere finalmente la loro storia alla luce del sole; Drew accetta e come prova d'amore rilascia un'intervista assieme a Rick sui fatti della cerimonia. Jordan e Krista sono fuori città per una conferenza, ma durante il tragitto si imbattono in un motociclista finito fuori strada a causa di un malore e lo soccorrono; saranno costrette ad operarlo in un ambulatorio veterinario. Il vicino di Topher, Brent, viene ricoverato a causa di un brutto incidente con una motosega. Brent mostra segni di infezione, ma non sembra rispondere ad alcuna terapia e Topher non tarda a scoprirne il perché: Brent ha l'HIV ed ha contratto il virus dalla fidanzata, Simone, che a sua volta è stata contagiata dal proprio amante. Paul e TC seguono il caso di Kaylee, un'adolescente in sovrappeso che viene ricoverata per una tendinite. La ragazza sembra avere un appetito insaziabile e quando soffre di un'improvvisa crisi epilettica i medici capiscono che la fame di Kaylee potrebbe avere un'origine neurologica: la causa, infatti, si rivela essere un tumore che preme sull'ipotalamo e che purtroppo ha già compromesso irrimediabilmente il centro dell'appetito. TC rimuove il tumore e riesce a convincere un chirurgo ad effettuare su Kaylee un bypass gastrico per tenere sotto controllo il senso di fame. Alla fine del turno, Jordan scopre che TC ha ricomprato la sua moto e gli fa una scenata così particolare che TC, anziché offendersi, la abbraccia e chiama un taxi.
- Altri interpreti: Merle Dandridge (Gwen Gaskin), Luke Macfarlane (Rick Lincoln), Matthew Alan (Brent Geisting), Alicia Lagano (Simone), Philena Franklin (Kaylee), Audrey Wasilevski (madre di Kaylee), David Grant Wright (dott. Derek Kaminski), Matthew Van Wettering (Carl), Steve Weir (Joe), Kim Tobin (giornalista), Alma Sisneros (infermiera Jocelyn Diaz), Catharine Pilafas (infermiera Heather Bardocz), Lonnie Lane (senzatetto), Marky Evans (ragazzino #1), Liam Ruggles (ragazzino #2).

## L'attesa
- Titolo originale: Hold On
- Diretto da: Timothy Busfield
- Scritto da: Matthew V. Lewis

### Trama
Jordan è preoccupata perché TC dedica sempre più tempo a sport estremi, ma non se la sente di costringerlo a rinunciare. TC e Drew soccorrono Shane e Lindsay, una coppia di mezz'età: i due si esibiscono nei rodei e sono rimasti feriti dal crollo della struttura in cui stavano tenendo il loro spettacolo.  Shane manifesta una tendenza compulsiva ad inventarsi le cose e Jordan scopre che il tutto è causato da una carenza di vitamina B1. Jordan si accorge che Shane ha la stessa passione per le emozioni forti di TC e si confida con Lindsay; quest'ultima ammette di essere preoccupata, ma riconosce anche che Shane non sarebbe più l'uomo di cui si è innamorata se lei provasse a cambiarlo, e Jordan capisce che la stessa cosa vale per lei e TC. Gwen e Kenny intervengono sul luogo di un incidente stradale: una vettura ha investito un ragazzo di nome Malik, lasciandolo in fin di vita, e rimangono tutti scioccati nello scoprire che il responsabile è Scott. Sean, il padre di Malik, è furioso e non vuole che Scott operi il figlio, ma Topher riesce a convincere l'uomo a dargli una possibilità. Scott riesce a salvare Malik, ma il ragazzo ha riportato gravissimi danni alla spina dorsale e rimane paralizzato; Scott è devastato dai sensi di colpa. Paul si occupa di Catherine, una giovanissima giocatrice di pallavolo ricoverata per febbre e dolori in seguito ad un intervento per rimuovere l'appendice; l'operazione è stata eseguita da Krista e Paul teme che qualcosa sia andato storto, ma si scopre che la causa sono degli ormoni che Catherine prende per migliorare le proprie prestazioni. L'episodio si chiude con Jordan che ammette a TC di disapprovare la sua passione per il pericolo e gli chiede di essere più prudente in futuro; TC glielo promette e senza farsi vedere da lei mette via l'anello con cui aveva intenzione di chiederle di sposarlo.
- Altri interpreti: Merle Dandridge (Gwen Gaskin), Timothy Busfield (Shane), Melissa Gilbert (Lindsay), Nozomi Labarrere (Malik), Charles Malik Whitfield (sig. Martin), Gianna LePera (Catherine), Esodie Geiger (infermiera Molly Ramos), Catharine Pilafas (infermiera Heather Bardocz), Isaac Kappy (Sean).

## Passi avanti
- Titolo originale: Moving On
- Diretto da: Eriq La Salle
- Scritto da: John F. Wong

### Trama
Lo staff del turno di notte collabora con i centri per veterani di guerra; grazie al colonnello Elwood "Smalls" Green, una vecchia conoscenza di TC, la notizia giunge alle orecchie della Casa Bianca e la first lady Michelle Obama e la second lady Jill Biden si congratulano con i membri del personale a nome di tutta l'America. Un bambino di nove anni, Ethan, ha la febbre, e la madre, Lisa, lo porta al pronto soccorso. Lisa è una donna molto ansiosa ed ha un malore improvviso mentre Jordan e Paul visitano Ethan; anche il ragazzino si comporta in modo strano, e Jordan e Paul intuiscono che qualcosa non quadra. Jordan teme che Lisa maltratti Ethan; David, il marito della donna, conferma che la moglie soffre di turbe psichiche. Gwen aggredisce David, sostenendo che l'uomo stesse per fare del male a Lisa, ma sia David che Lisa negano tutto; più tardi, in privato, Gwen confida a Jordan di averlo fatto perché è convinta che sia David ad abusare di Lisa ed Ethan. Si scopre che le cose stanno proprio così: grazie all'intervento di Gwen, Lisa ed Ethan trovano finalmente la forza per aprirsi e denunciare David, che viene arrestato. TC si occupa di Walt, un operaio rimasto ferito nel crollo di un ponteggio. L'uomo inizia a soffrire improvvisamente di sintomi neurologici e TC non tarda a rendersi conto che Walt sta manifestando i primi segnali della SLA. Walt è un ex detenuto che ha passato gli ultimi sedici anni in galera ed alla prospettiva di stare per morire rimpiange di non avere il tempo per dimostrare al figlio di essere diventato un uomo migliore. TC, allora, mette in contatto Walt con il figlio, permettendo ai due di riappacificarsi. Topher è preoccupato per un suo amico, Alì, che gli fece da interprete quando era in Afghanistan ed ora ha bisogno di un trapianto di cuore. Topher sta per partire per Kandahar per portare una pompa che terrà in vita Alì fino al momento del trapianto, ma le condizioni di Alì peggiorano improvvisamente e Topher decide di anticipare la partenza. TC vuole accompagnarlo, ma dopo la vicenda di Walt decide di restare; Jordan, però, lo incoraggia a partire comunque per non lasciare solo l'amico.
- Altri interpreti: Merle Dandridge (Gwen Gaskin), Myndy Crist (Lisa Edwards), Cole Sand (Ethan Edwards), Mackenzie Astin (David Edwards), Wendell Pierce (Walt), Ryan P. Shrime (Alì), Trace Adkins (colonnello Elwood "Smalls" Green), Alma Sisneros (infermiera Jocelyn Diaz), Esodie Geiger (infermiera Molly Ramos), Michelle Obama (se stessa), Jill Biden (se stessa).

## Ritorno a Kandahar
- Titolo originale: Sunrise, Sunset
- Diretto da: Kevin Hooks
- Scritto da: Zachary Lutsky e Tom Garrigus

### Trama
TC e Topher arrivano in Afghanistan, ma scoprono che Ali è ricoverato in un ospedale in zona talebana e riescono a raggiungerlo grazie alla preziosa scorta di un soldato di nome Reilly. Topher ha una crisi di nervi in seguito ad un attacco dei talebani e si scaglia contro TC, ma l'amico capisce che Topher ha soltanto paura di non riuscire a tornare dalla sua famiglia e lo perdona. A San Antonio, i medici soccorrono le vittime di un incidente stradale. Paul, provocato da Krista, libera un uomo rimasto intrappolato nella propria vettura e per poco non resta ucciso dall'esplosione del veicolo, riportando una brutta ustione alla mano destra. L'uomo salvato da Paul, Sid, viene preso in cura da Drew e Krista. La mano di Paul peggiora al punto che il ragazzo non riesce più ad usarla e Krista si sente in colpa per l'accaduto. Jordan e Scott si occupano di due ragazzi, la diciottenne Rachel Lawson e suo fratello minore Devin, rimasti feriti nell'incidente. Rachel ha lasciato gli studi per badare a Devin dopo la morte dei genitori ed ora vuole lasciare il fratello presso uno zio per dargli un futuro migliore; Devin è però convinto che Rachel voglia soltanto sbarazzarsi di lui ed i rapporti tra i fratelli sono molto tesi. Rachel rifiuta di sottoporsi ad accertamenti sostenendo di non poterselo permettere, ma il vero motivo è che la ragazza è affetta da adrenoleucodistrofia e non vuole che Devin sappia che lei sta per morire. Devin è stato concepito di proposito come donatore di midollo osseo per Rachel, ma la ragazza si sente in colpa verso il fratello e non ha il coraggio di chiedergli di aiutarla. Jordan ne parla con Devin, ma sarà Scott che riuscirà a convincere il ragazzo a mettere da parte la rabbia e salvare Rachel. Ragosa, che ha appena passato l'esame di abilitazione ed è un medico a tutti gli effetti, dichiara il decesso dell'automobilista che ha provocato l'incidente e scopre che la causa è un colpo d'arma da fuoco: la città è sotto attacco di un cecchino. Rick ottiene una promozione, ma se la accetterà dovrà trasferirsi in Carolina del Sud, e la sua relazione con Drew è ad un bivio. Mentre sta parlando con Scott, Jordan sviene a causa di un'ischemia dovuta alla gravidanza; Scott riesce a salvarla, ma purtroppo Jordan entra in coma.
- Altri interpreti: Merle Dandridge (Gwen Gaskin), Luke Macfarlane (Rick Lincoln), Matt Lowe (Sid Baines), Shanley Caswell (Rachel Lawson), Jake Elliott (Devin Lawson), Mac Brandt (Reilly), Alma Sisneros (infermiera Jocelyn Diaz), Catharine Pilafas (infermiera Heather Bardocz), Lena Armstrong (Kimberly), Ryan P. Shrime (Ali), Trina E. Siopy (paramedico Sara), Diane Villegas (reporter).

## La quiete dopo la tempesta
- Titolo originale: Darkest Before Dawn
- Diretto da: Eriq La Salle
- Scritto da: Milla Bell-Hart e Gabe Fonseca

### Trama
TC e Topher rientrano a San Antonio e ricoverano Ali per il trapianto; purtroppo, Ali non è in condizione di sopportare l'operazione e i medici devono fare in modo che si riprenda al più presto, altrimenti il cuore che era destinato a lui andrà ad un altro paziente. Topher cerca di fare il possibile, ma ha anche un altro problema da risolvere: Janet si presenta in ospedale, furibonda perché Topher non l'ha neppure avvisata del suo rientro, e vuole chiedere la separazione perché stanca di essere continuamente messa da parte. Alla fine, per fortuna, Ali si riprende in tempo per il trapianto e Topher si riappacifica con Janet. Il cecchino è ancora in azione e all'ospedale continuano ad arrivare feriti; Joey torna al pronto soccorso per dare una mano ai vecchi colleghi. La polizia riesce a colpire e ad arrestare il cecchino, ma si scopre che c'è un secondo attentatore in azione: il primo cecchino, però, rifiuta di rivelarne la posizione e muore prima che la polizia riesca ad interrogarlo. Paul e Ragosa si occupano di una ragazza di nome Maya, rimasta ferita nel caos provocato dalle sparatorie; in realtà, Maya è Brianna Ward, il secondo cecchino. Quando i medici lo scoprono, Brianna tenta il suicidio, ma Paul, Ragosa e Joey riescono a salvarla e la ragazza viene arrestata. Paul deve decidere se operarsi alla mano e rischiare di comprometterne definitivamente l'uso oppure abbandonare la chirurgia; gli eventi della nottata lo convincono a scegliere di tentare l'intervento, stanco di interferire con persone a cui si apre, ma poi lo feriscono come Maya. TC e Scott si occupano di Jordan, ancora incosciente, e scoprono che la causa del suo malore è l'eclampsia: il solo modo per salvarla è interrompere la gravidanza. TC, con il cuore a pezzi, è costretto a dare il proprio consenso e Scott esegue l'intervento. Jordan si riprende ed è devastata dal dolore alla notizia che ha perso il bambino. Rick comunica a Drew che ha infine deciso di rifiutare il lavoro in Carolina del Sud perché per lui la sola cosa davvero importante è Drew: questo ultimo, colpito dalla decisione del compagno, gli chiede di sposarlo e Rick, al colmo della felicità, accetta, dopo avergli rivelato che anche lui voleva chiedergli di sposarlo. TC, dopo essere stato così vicino a perdere Jordan, decide di non sprecare altro tempo e le chiede di sposarlo; Jordan, affranta, non sa cosa rispondere.
- Altri interpreti: Merle Dandridge (Gwen Gaskin), Luke Macfarlane (Rick Lincoln), Adam Rodríguez (dott. Joey Chavez), James Landry Hébert (primo cecchino), Olesya Rulin (Maya/Brianna Ward), Tina Huang (Janet Zia), Ryan P. Shrime (Ali), India de Beaufort (Farrah, moglie di Ali), Alma Sisneros (infermiera Jocelyn Diaz), Esodie Geiger (infermiera Molly Ramos), Diane Villegas (reporter), Troy Grant (detective), Matthew John Gonzalez (S.W.A.T. #1), William Gilpin (S.W.A.T. #2).